# Halvar Eriksson
Halvar Eriksson (i riksdagen kallad Eriksson i Älgered), född 14 november 1855 i Nås, död 18 november 1936 i Bergsjö, var en svensk lantbrukare och politiker (liberal). 
Halvar Eriksson, som kom från en bondefamilj, var lantbrukare i Norra Älgered i Bergsjö socken, där han också hade kommunala uppdrag. 
Han var riksdagsledamot i andra kammaren 1889–1908, fram till 1890 för Norra Hälsinglands domsagas valkrets och från 1891 för Bergsjö och Delsbo tingslags valkrets. I riksdagen anslöt han sig 1889 till det frihandelsvänliga Gamla lantmannapartiet, som år 1895 uppgick i det återförenade Lantmannapartiet. Åren 1897–1899 betecknade han sig som vilde, och år 1900 anslöt han sig till det nybildade Liberala samlingspartiet.
I riksdagen var han bland annat suppleant i konstitutionsutskottet 1906–1908. Han engagerade sig bland annat för en demokratisering av rösträtten till kommunalval.